# Arguel (Doubs)
Arguel korábbi község (település) Franciaországban, Doubs megyében. 2019. január 1-jén a korábbi Fontain községgel egyesült és az azonos nevű Fontain új község része lett.
Lakosainak száma 274 fő (2015). Arguel Beure, Montrond-le-Château és Pugey községekkel határos.

## Népesség
A település népességének változása:
| Lakosok száma | 109  | 175  | 235  | 240  | 218  | 242  | 249  | 269  | 274  | 280  |
|               | 1968 | 1975 | 1982 | 1990 | 1999 | 2006 | 2011 | 2013 | 2015 | 2016 |